# Фондација Капетан Драган
Фондација Капетан Драган је хуманитарна, непрофитна, невладина, нестраначка организација, организована у удружењу грађана чији је главни циљ пружање правне и финансијске помоћи дискриминисаним Србима, како у Србији тако и широм дијаспоре.

## Историја
Током ратова деведесетих година, Драган Васиљковић основао је "Фонд Капетан Драган" са циљем да помогне српским жртвама рата.
Осамнаестог септембра 2020. године, на 29-ту годишњицу оснивања Фонда Капетан Драган, која се временом угасила, основана је Фондација са истим именом.
„Морам да истакнем да је од тога било 2,5 хиљаде дјеце који су добили одређену помоћ након погибије њихових очева. Сада крећемо у велику активност фонда да помогнемо Србима који су у затворима и то нацистичким казаматима у 21. вијеку. Организација ће се такође бавити социјалном и цивилном заштитом и пружаће правну помоћ свим дискриминисаним и осуђеним припадницима нашег народа“, изјавио је Васиљковић на дан оснивања.